# 弘恭
弘恭（？—前47年），江蘇沛縣人，漢宣帝時的宦官。

## 生平
弘恭，沛地人，年轻时因犯法而受宫刑，后任中黄门官职，又被选为中尚书。在宣帝朝任中书官，弘恭谙熟法令旧事，善于请求、上奏，其才能足以称职。弘恭为中书令，石显为仆射。元帝即位后几年，弘恭死了，石显取而代之，担任中书令。